# 로이 스튜어트
로이 스튜어트(Roy Stewart, 1925년 5월 15일 ~ 2008년 10월 27일)는 자메이카 태생의 영국 배우이다. 스턴트맨으로 경력을 시작했으며 이후 영화와 텔레비전 방송에 참여하였다.

## 영화
- 아라비안 어드벤처 (1979년)
- 007 죽느냐 사느냐 (1973년) - 쿼렐 주니어 역
- 뱀파이어 연인 3 (1971년)
- 마지막 군주 레오 (1970년)
- 줄리어스 시저 (1970년)
- 더 웬즈데이 플레이 (1964년)
- 미이라 묘지의 저주 (1964년)